# 八幡市立八幡第五小学校
八幡市立八幡第五小学校（やわたしりつ やわただいごしょうがっこう）は、かつて京都府八幡市に存在した公立小学校。

## 概要
男山団地北部に位置した。1970年代の児童急増に伴い八幡市立八幡第三小学校から分離する形で新設された。地域では「五小」(ごしょう)として親しまれてきた。しかし少子高齢化の影響により、八幡第三小学校に再度統合された。再編校は八幡第三小学校の校地を使用し、八幡市立さくら小学校としてスタートした。2011年1月現在校舎等は現存し、建て替え中のなるみ幼稚園(男山雄徳)が仮使用しているが、今後の活用方法は未定である。

## 沿革
- 1980年（昭和55年）4月1日 - 八幡市立八幡第三小学校から分離し、八幡市立八幡第五小学校開校
- 1990年（平成2年）9月1日 - 給食室にオーブンを導入
- 1998年（平成10年）3月31日 - 八幡第五幼稚園閉園、福祉センターへ転用
- 1999年（平成11年） - コンピューター教室設置
- 2000年（平成12年） - 米飯給食の自校炊飯開始
- 2002年（平成14年）2月 - 市立小学校初となる生ごみ処理機設置[1]
- 2003年（平成15年）3月 - 「八幡市学校再編整備検討委員会」設置
- 2006年（平成18年）2月1日 - 玄関をオートロック化[2]
- 2008年（平成20年）3月31日 - 八幡市立八幡第三小学校と統合し閉校

## 旧校区
男山長沢、男山指月、男山雄徳、男山笹谷(西半分)、八幡石不動(一部)を校区としていた。

## 近隣施設
- さつき近隣公園
- 八幡市立男山第三中学校

## 交通アクセス
- 京阪樟葉駅から京阪バス利用、「男山車庫」下車